# Acacia anastema
Acacia anastema — вид квіткових рослин з родини бобових, що зростає в Австралії: зх. Західна Австралія. Росте на піщаних дюнах і піщаних хребтах. Це дерево з лінійними філодіями (черешки, що виконують фотосинтетичну функцію), колоссями золотисто-жовтих квіток і стручками завдовжки до 140 мм.

## Морфологічний опис
Acacia anastema — це дерево, заввишки до 6 метрів з більш-менш липкими гілками і до 3 стовбурів. Філодії лінійні, плоскі та зігнуті, 110–320 × 2–6 мм, шкірясті. Квітки зібрані в колос 20–40 мм завдовжки і 6–8 мм завширшки, в пазухах на квітконосі завдовжки 10–20 мм, на кожному колосі щільно зібрані золотисто-жовті квітки. Цвіте з липня по вересень. Плід — лінійно-циліндричний стручок 140 × 2–3 мм, містить насіння завдовжки 5.0–5.5 мм.